# Eduard Sochor
Eduard Sochor (23. září 1862 Vlčí u Chlumčan – 6. června 1947 Řevnice) byl český architekt, významný představitel pozdního historismu a rané secese. Zpočátku se inspiroval románským slohem, později barokem, doplněným o secesní prvky. Projektoval řadu církevních staveb, ale i rodinné vily. Prováděl rekonstrukce kostelů, podle jeho návrhu byla přestavěna Sarkandrova kaple v Olomouci a romanticky upraven hrad Kokořín.

## Život
Narodil se ve Vlčí u Chlumčan, jeho starším bratrem byl malíř Václav Sochor. Po reálce v Rakovníku studoval na pražské polytechnice (dnes ČVUT). V mládí často pobýval v Cítolibech, kde jeho rodiče koupili dům. Pokračoval na technice v Berlíně a poté na Akademii výtvarných umění ve Vídni se zaměřením především na středověkou architekturu. V r. 1889 odjel do Paříže, kde mj.. pracoval jako restaurátor. Díky stipendiím města Prahy podnikl v letech 1890-91 několik studijních cest po Evropě (Francie, Anglie, Španělsko) a severní Africe za poznáním středověké architektury. Navštívil také Švédsko a USA.
Jednou z jeho prvních prací po návratu do Čech byl projekt kaple sv. Václava v rodném Vlčí. Pro Národopisnou výstavu v Praze v r. 1895 vytvořil model dřevěného vesnického kostelíka. Věnoval se převážně projektování kostelů (v historizujících slozích) nebo jejich restaurování. V Řevnicích, kam se později přestěhoval, projektoval kromě své vlastní vily a vlastní hrobky i další vily a faru; zpracoval také projekt rekonstrukce kostela sv. Mořice a působil jako člen městského zastupitelstva. Jako velký příznivec sportu měl zásluhu na vybudování řevnických tenisových kurtů a vytvoření místního fotbalového družstva. V Řevnicích i zemřel a je pochován v rodinné hrobce, která byla přenesena ze starého hřbitova na hřbitov nový.

## Dílo
- Kaple sv. Václava ve Vlčí (1892–1903)
- Sokolovna v Uhříněvsi (1895–96)
- Pomník B. Roezla na Karlově nám. v Praze - spoluúčast (1898)
- Sborový dům reformovaného sboru na Královských Vinohradech, Praha 2, Koperníkova 1071/7 (1899–1901; sborem již 1908 opuštěn ve prospěch většího sídla na Korunní 60; nyní mateřská škola)[6]
- Kostel Zvěstování Panny Marie v Úhonicích (1896–98)
- Vily v Řevnicích - vlastní vila č.p. 156, dále čp. 157, 159, 166, 188 (vila Zbiroh), 303 (1897–1911)
- Hotel Grand, tzv. dominikánské domy a kašna na náměstí v Řevnicích
- Pražská brána v Rakovníku - rekonstrukce podle projektu Ludvíka Láblera (1903)
- Kostel sv. Mikuláše v Bělči - rekonstrukce (1903–04)
- Kostel sv. Mořice v Řevnicích - rekonstrukce (1904-05)
- Fara křižovníků s červenou hvězdou v Řevnicích (1904–05)
- Kostel Božského Srdce Páně v Hodslavicích (1905–06)
- Hradní kostel Nejsvětější Trojice na Rabí - rekonstrukce (1907)
- Sarkandrovy kaple v Olomouci - přestavba (1908–12)
- Kostel sv. Václava v Praze Na Zderaze - rekonstrukce (1909, 1926)
- Schody a zábradlí před basilikou Nanebevzetí Panny Marie na Hostýně (1910)
- Kostel sv. Anny v Praze na Žižkově (1911)
- Kokořín - romantická rekonstrukce hradu (1911-18)
- Kostel sv. Petra v Praze na Poříčí - oprava (1913-14)
- Vlastní hrobka v Řevnicích (1916)
- Kostel sv. Cyrila a Metoděje v Praze v Resslově ulici - úpravy (1920)

## Galerie

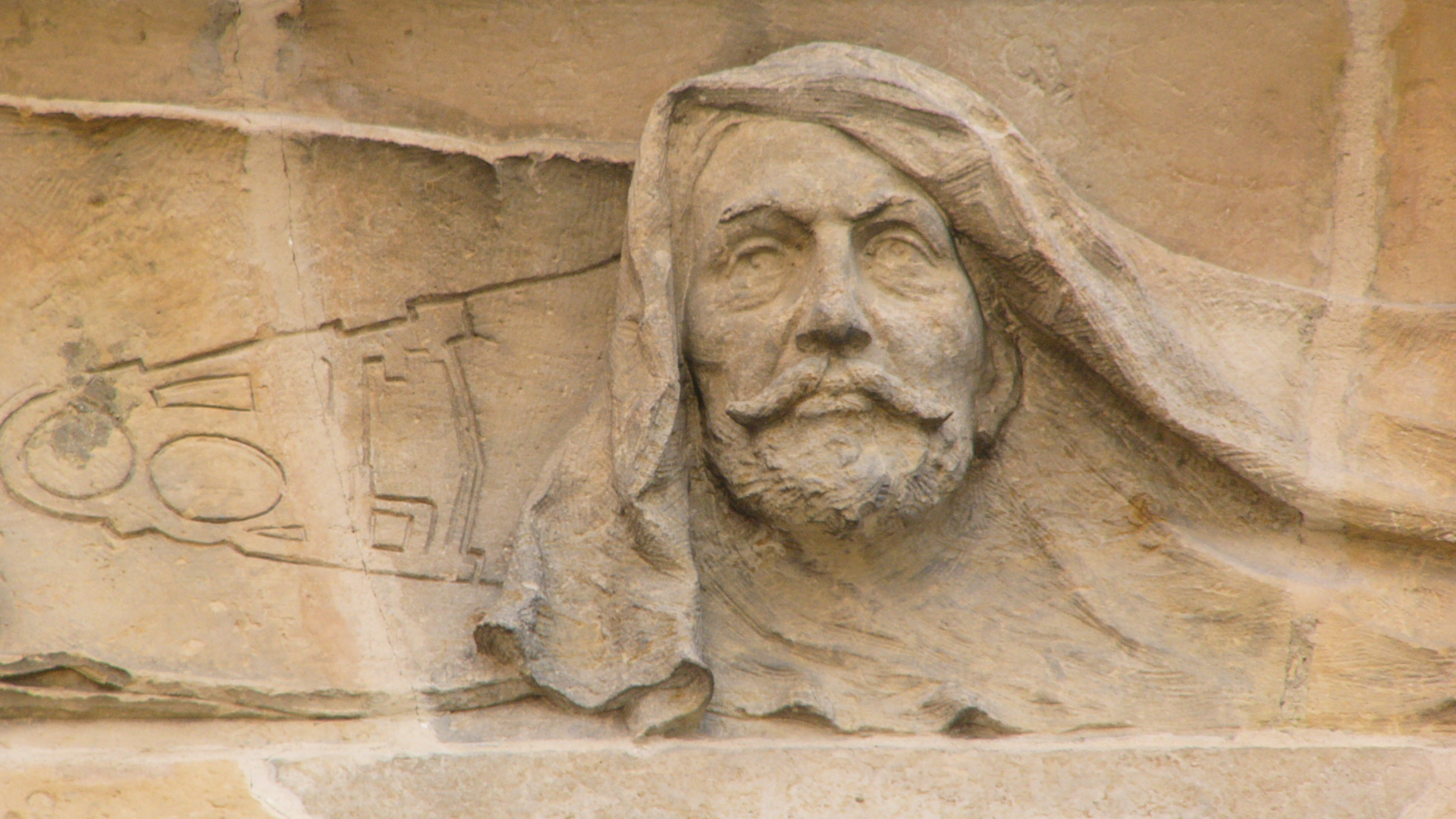
Reliéf Eduarda Sochora na Sarkandrově kapli v Olomouci, kterou v letech 1909–1919 přestavěl.
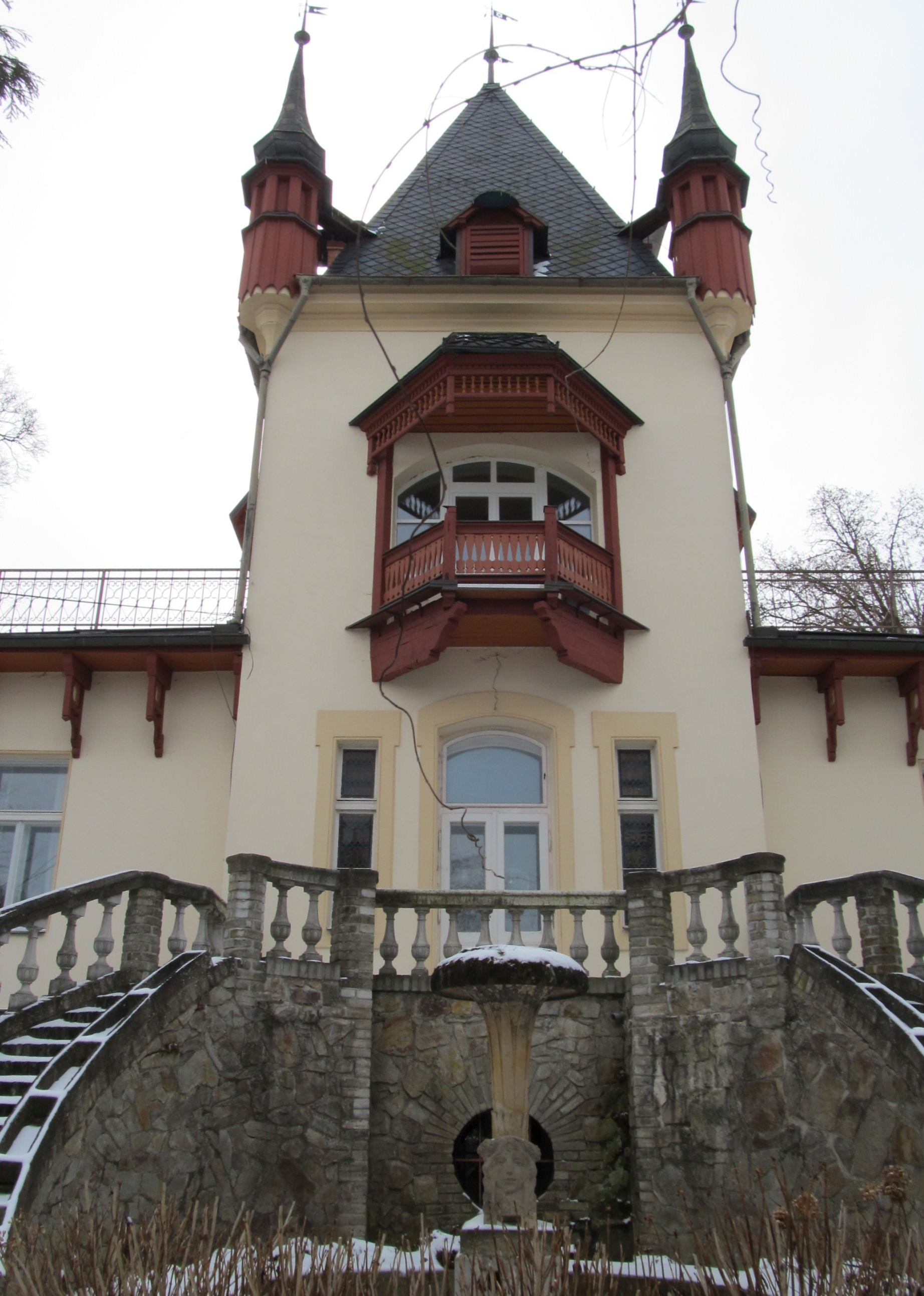
Sochorova vila v Řevnicích
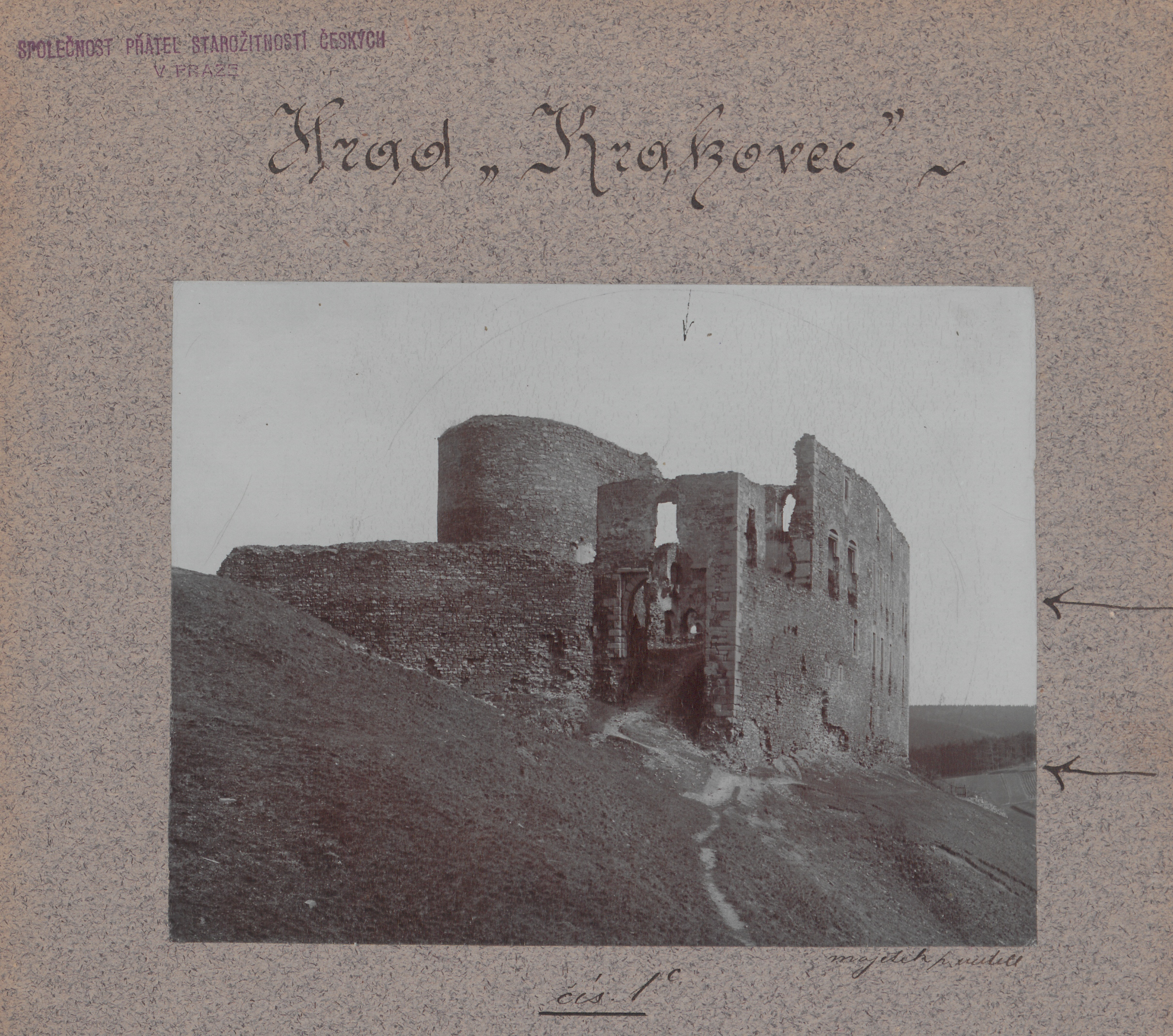
Hrad Krakovec v květnu 1911 na fotografii Eduarda Sochora (SOA Praha, fond: Klub československých turistů odbor Rakovník., inv.č. 78)